# Jacques Vaillant (peintre)
Pour les articles homonymes, voir Jacques Vaillant (homonymie) et Vaillant.
Jacques Vaillant, né en 1643 à Amsterdam et mort 1691 à Berlin, est un peintre et graveur de l’Âge d'or de la peinture néerlandaise.

## Biographie
Quatrième frère de son aîné Wallerant et son élève, il part en Italie pour se perfectionner. Il demeure à Rome pendant deux ans, où il étudie de façon très assidue. Il est reçu dans la Bentvueghels sous le nom de « l’Alouette ».
Il est remarqué et appelé à Berlin à la cour du Grand Électeur de Brandebourg Frédéric-Guillaume Ier, qui le charge de plusieurs grands tableaux d’histoire, dont il se tire d’une manière si distinguée que l’électeur l’envoie à la cour de Vienne avec la commission de peindre pour lui le portrait de l’empereur Léopold Ier. Y ayant parfaitement réussi, l’Empereur lui fait présent d’un collier d’or. De retour à Berlin, il présente le portrait qu’il vient d’exécuter, et l’Électeur n’en est pas moins satisfait.
Vaillant aurait sans doute mis le sceau à la réputation qu’il avait déjà acquise d’habile peintre d’histoire et de portraits, si une mort prématurée ne l’eût enlevé à l’art qu’il cultivait avec tant de succès. Il eut Samuel Gericke (en) et Simon Ruys (d)  pour élèves.

## Galerie

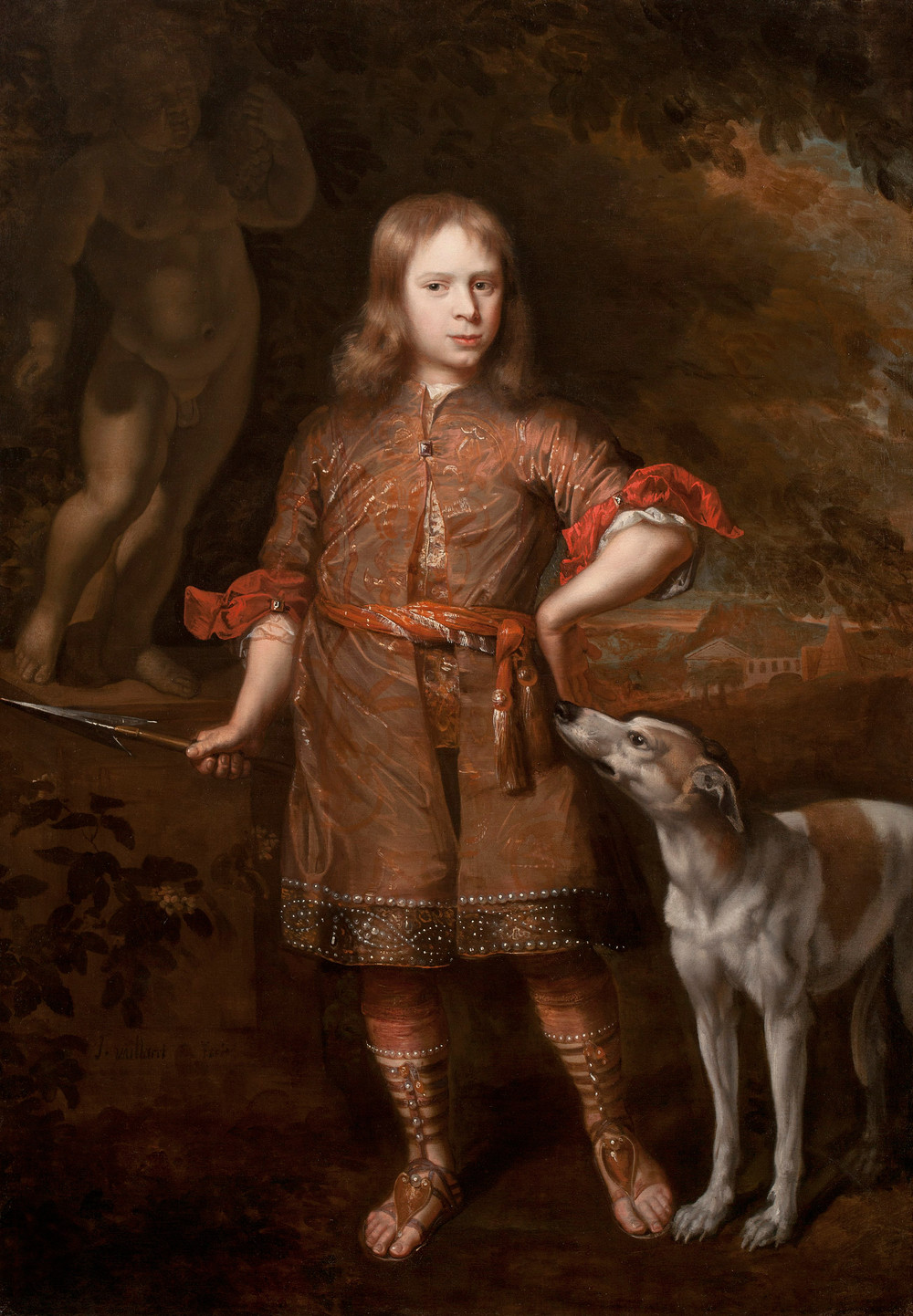
Portrait de garçon en chasseur tenant une lance à verrat avec un lévrier.
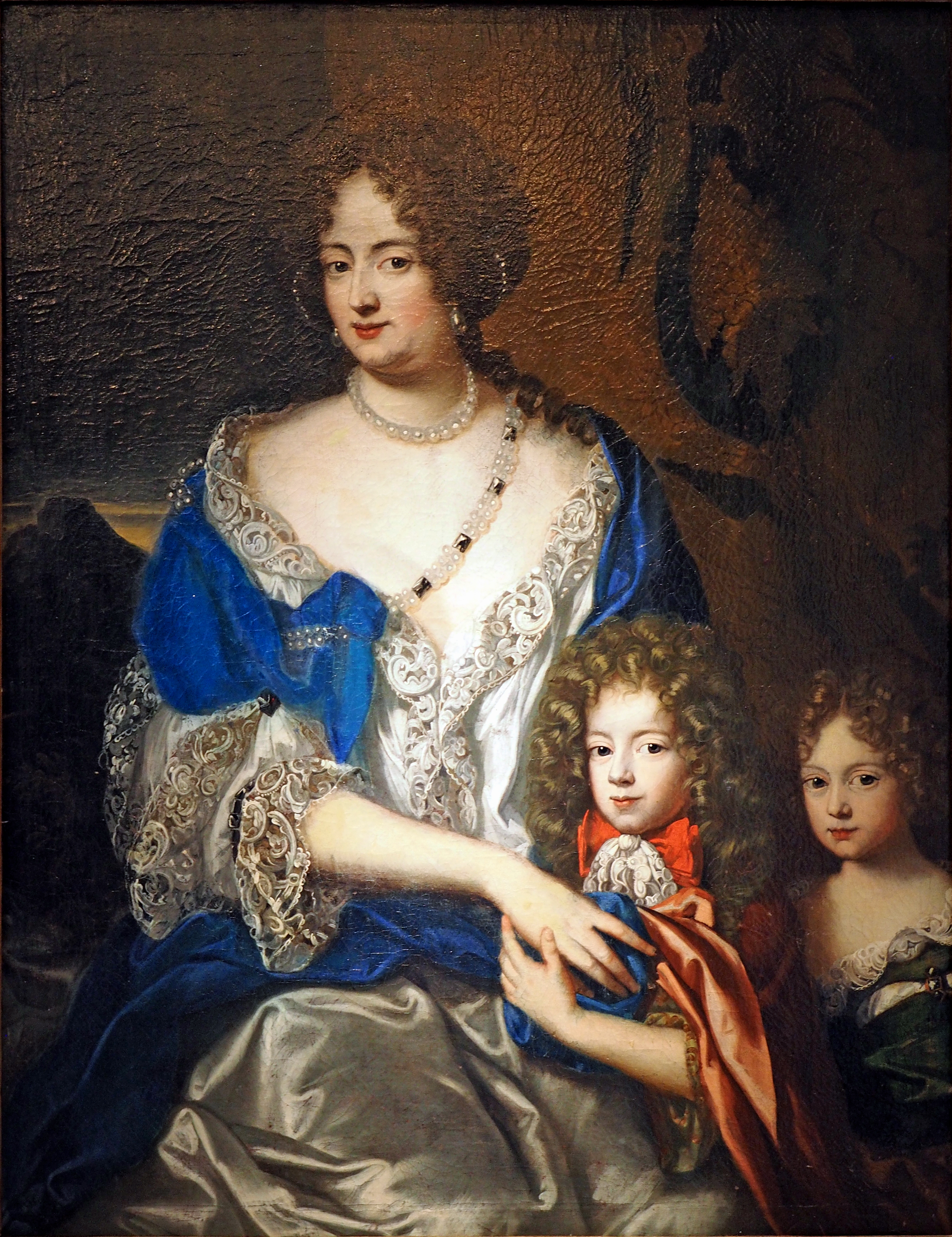
La princesse Sophie-Dorothée de Hanovre avec ses enfants Georges Auguste et Sophie Dorothée, Residenzmuseum im Celler Schloss, v. 1692.
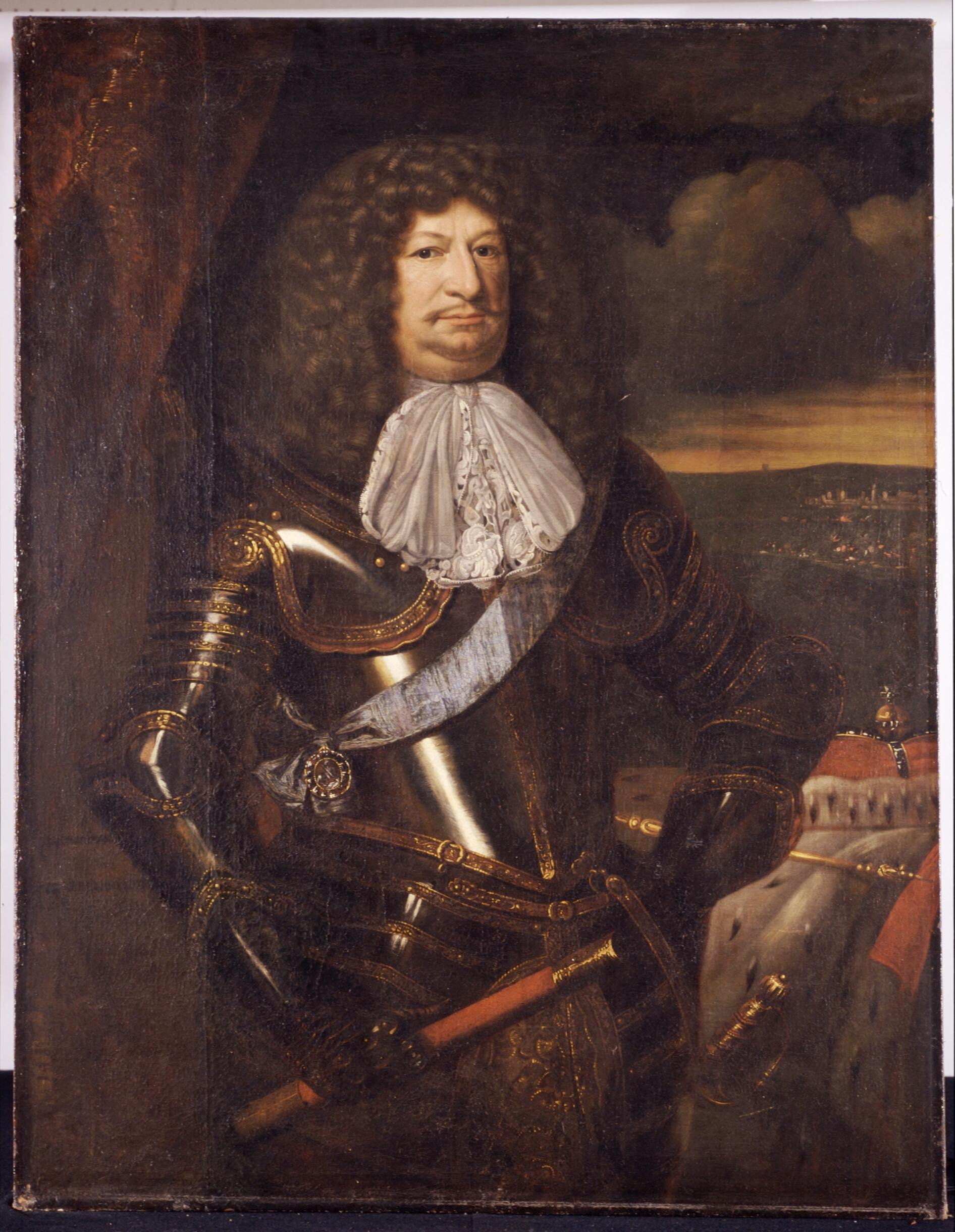
Grand Électeur de Brandebourg à la bataille de Fehrbellin, 1675-91.